# Manois
Manois és un municipi francès situat al departament de l'Alt Marne i a la regió del Gran Est. L'any 2007 tenia 461 habitants.

## Demografia

### Població
El 2007 la població de fet de Manois era de 461 persones. Hi havia 182 famílies de les quals 40 eren unipersonals (24 homes vivint sols i 16 dones vivint soles), 71 parelles sense fills, 63 parelles amb fills i 8 famílies monoparentals amb fills.
La població ha evolucionat segons el següent gràfic:
Habitants censats

### Habitatges
El 2007 hi havia 215 habitatges, 192 eren l'habitatge principal de la família, 11 eren segones residències i 12 estaven desocupats. 164 eren cases i 48 eren apartaments. Dels 192 habitatges principals, 118 estaven ocupats pels seus propietaris, 68 estaven llogats i ocupats pels llogaters i 6 estaven cedits a títol gratuït; 10 tenien dues cambres, 37 en tenien tres, 69 en tenien quatre i 76 en tenien cinc o més. 159 habitatges disposaven pel capbaix d'una plaça de pàrquing. A 100 habitatges hi havia un automòbil i a 67 n'hi havia dos o més.

### Piràmide de població
La piràmide de població per edats i sexe el 2009 era:
| Homes | Edats   | Dones |
| ----- | ------- | ----- |
| 0     | 95 o +  | 0     |
| 4     | 90 a 94 | 0     |
| 4     | 85 a 89 | 8     |
| 4     | 80 a 84 | 0     |
| 4     | 75 a 79 | 20    |
| 4     | 70 a 74 | 12    |
| 16    | 65 a 69 | 4     |
| 16    | 60 a 64 | 24    |
| 8     | 55 a 59 | 12    |
| 12    | 50 a 54 | 24    |
| 40    | 45 a 49 | 12    |
| 24    | 40 a 44 | 24    |
| 8     | 35 a 39 | 16    |
| 24    | 30 a 34 | 16    |
| 4     | 25 a 29 | 8     |
| 12    | 20 a 24 | 12    |
| 32    | 15 a 19 | 16    |
| 12    | 10 a 14 | 24    |
| 8     | 5 a 9   | 16    |
| 0     | 0 a 4   | 12    |

## Economia
El 2007 la població en edat de treballar era de 288 persones, 183 eren actives i 105 eren inactives. De les 183 persones actives 162 estaven ocupades (100 homes i 62 dones) i 22 estaven aturades (12 homes i 10 dones). De les 105 persones inactives 33 estaven jubilades, 26 estaven estudiant i 46 estaven classificades com a «altres inactius».

### Ingressos
El 2009 a Manois hi havia 200 unitats fiscals que integraven 491 persones, la mediana anual d'ingressos fiscals per persona era de 13.721 €.

### Activitats econòmiques
Dels 8 establiments que hi havia el 2007, 1 era d'una empresa alimentària, 1 d'una empresa de fabricació d'altres productes industrials, 1 d'una empresa de construcció, 3 d'empreses de comerç i reparació d'automòbils, 1 d'una empresa de transport i 1 d'una empresa d'hostatgeria i restauració.
Dels 3 establiments de servei als particulars que hi havia el 2009, 1 era una oficina de correu, 1 lampisteria i 1 restaurant.
Dels 2 establiments comercials que hi havia el 2009, 1 era una botiga de menys de 120 m² i 1 una fleca.
L'any 2000 a Manois hi havia 7 explotacions agrícoles que ocupaven un total de 738 hectàrees.

## Poblacions més properes
El següent diagrama mostra les poblacions més properes.